# K-373
Il K-373 è stato un sottomarino nucleare sovietico appartenente alla classe Alfa, entrato in servizio nel dicembre 1979 e fu radiato nel 1996. Fu uno dei quattro esemplari della versione standard (Progetto 705) costruiti.

## Storia
La costruzione del sottomarino nucleare d'attacco K-373 (numero di costruzione 01680), appartenente alla classe Alfa, fu ordinata presso il cantiere navale di Leningrado il 27 maggio 1971, e l'unità fu impostata il 26 giugno 1972. Il K-373 fu varato il 18 aprile 1978, e dopo i collaudi operativi il sottomarino entrò in servizio nella marina sovietica (VMF) il 23 dicembre 1979. Come tutti i sottomarini classe Alfa il 30 marzo 1980 il K-373 fu assegnato alla 6ª Divisione sottomarini nucleari della Flotta del Nord di stanza nella baia di Zapadnaya Litsa. Tra l'aprile e il settembre di quell'anno il K-373, al comando del capitano di prima classe Viktor Vikhorovich Grinkevich,  effettuò la sua prima lunga crociera addestrativa effettuando una serie di prove che videro il lancio di 4 siluri SET-65 alla profondità di 280 m, e quello del primo siluro supercavitante VA-111 Shval, tutti lanci effettuati con successo. In quella stessa crociera il sottomarino operò insieme ad alcuni velivoli da pattugliamento antisommergibile per affinare le tecniche di cooperazione con essi.. L'unità fu dichiarata formalmente operativa il 12 luglio 1980.  Tra l'ottobre e il novembre 1980, mentre navigava sotto i ghiacci dell'artico, il suo reattore nucleare ebbe una serie di malfunzionamenti che portarono il K-373 a navigare con l'uso degli accumulatori elettrici. Dopo due ore di riparazioni ai sistemi in avaria il reattore fu riacceso con successo.
Nell'aprile 1981, insieme ai similari K-432 e K-123, entrambi appartenenti alla 6ª Divisione, partecipò all'esercitazione "Nord 81". Il 3 dicembre di quell'anno, visti i risultati ottenuti, il K-373 fu dichiarato miglior sottomarino della 6ª Divisione. Nell'estate del 1982 l'unità fu ridispiegata per circa un mese nella base avanzata di Poljarny, nel nord della penisola di Kola, a 100 km dal confine con la Norvegia. Per i successivi quattro anni effettuò crociere di addestramento, e nel 1983 inseguì per 21 ore e 40 minuti una unità avversaria prima che essa dirigesse verso l'Oceano Atlantico. Nel 1984 partecipò all'esercitazione "Ocean 84".  Nell'ottobre di quell'anno il K-373 entrò in collisione nel golfo di Matovsky con il sottomarino lanciamissili (SSBN) K-140 (classe Yankee II) che stava uscendo dalla base di Zapadnaya Litsa. L'unità rimase ferma due settimane per riparazioni allo scafo.
Tra il 1986 e il 1987 fu in servizio nella Forza di Prontezza Operativa permanente della Flotta del Nord, con l'equipaggio che compì sia crociere in mare che addestramento a terra. Nel 1989 assunse il comando del battello il capitano di primo grado Alexey Georgevich Potekhin. L'8 dicembre dello stesso anno, mentre era sottoposto a riparazioni di media importanza, avvenne un incidente nel compartimento del reattore con rilascio di materiali radioattivi dal coperchio del reattore sotto forma di vapori. Valerji Pantelev, direttore della Impresa federale settentrionale per la gestione dei rifiuti radioattivi valutò come molto grave la situazione delle radiazioni sul sottomarino prima del suo smantellamento: La situazione della radiazioni era pessima, e per 20 anni la nave e rimasta ricoperta da sacchi di piombo in modo che la situazione migliorasse.
Il 19 aprile 1990 il sottomarino fu radiato dal servizio e consegnato alla OFI per essere demolito, stoccato presso la base di Zapadnaya Litsa. Nel giugno 1991 fu trasferito alla 33ª Divisione presso il cantiere navale Nerpa, nella baia di Kut, rimanendovi per i successivi 11 anni. Radiato nel 1997 fu assegnato alla 11ª Divisione il 1 gennaio 2002 e subito iniziò la demolizione. Nel 2008 la Rosatom iniziò la rimozione del comparto del reattore, previa decontaminazione e rimozione dei radionuclidi. Nel 2009 il nocciolo del reattore nucleare fu scaricato nel sito di stoccaggio SD-10 presso il villaggio di Gremikha, Oblast' di Murmansk, e il reattore reso galleggiante fu tra il 2012 e il 2013 spostato nella baia di Saida dove venne immagazzinato a lungo termine.